# Theodor Innitzer
Theodor Johann Innitzer (25. prosince 1875, Vejprty, Rakousko-Uhersko – 9. října 1955, Vídeň, Rakousko) byl vídeňský arcibiskup a rakouský kardinál římskokatolické církve českého původu.

## Životopis

### Mládí a církevní kariéra
Theodor Innitzer se narodil ve Vejprtech v Čechách na Kadaňsku v domě č. 362 v rodině zdejšího měšťana a prýmkaře (Posamentier) Wilhelma Innitzera a jeho manželky Marie, rozené Seidlové, dcery zdejšího důlního zaměstnance a měšťana z domu č. 242. Po ukončení obecné a měšťanské školy se nakrátko stal učněm v textilní továrně, kde pracoval jeho otec. V letech 1890 až 1898 studoval na gymnáziu v Kadani.
Roku 1898 vstoupil do vídeňského kněžského semináře a roku 1902 byl vysvěcen na kněze. V roce 1906 získal Innitzer doktorát z teologie. V letech 1908 až 1911 působil na Vídeňské univerzitě, a v letech 1928–1929 byl jejím rektorem. Roku 1929 se Innitzer stal ministrem sociálních záležitostí v třetí vládě kancléře Johanna Schobera. V roce 1932 se stal vídeňským arcibiskupem a roku 1933 kardinálem.

### Politická aktivita
Innitzer měl blízko k předním rakouským politikům, zejména k Engelbertu Dollfußovi a Kurtu Schuschniggovi, jejichž autoritativní austrofašistická vláda se odvolávala na sociální učení římskokatolické církve, jak je v té době formulovala např. encyklika Quadragesimo anno papeže Pia XI. V r. 1933 Innitzer akceptoval nahrazení demokratického režimu autoritářským, i když se po občanské válce v únoru 1934 pokoušel u kancléře Dollfuße neúspěšně intervenovat za sociálně demokratické předáky, kteří byli odsouzeni k trestu smrti. Po atentátu na Dollfuße, spáchaném rakouskými nacisty, Innitzer vyjádřil lítost slovy: „Musel snášet bolestivá muka našeho Pána, obklopen nepřáteli.“ Innitzerovy kritiky nacismu si v následujících letech všímal i zahraniční tisk.
Po anšlusu Rakouska v březnu 1938 ovšem Innitzer vyjádřil spokojenost, že anšlus proběhl hladce a obešel se bez ztrát na životech. Toto vyjádření bylo pochopeno jako souhlas s nastolením nacistického režimu. Spolu s ním vyjádřili souhlas s připojením k Německu i ostatní rakouští biskupové, výjimkou byl linecký biskup Johannes Maria Gföllner, který nepodepsal společný pastýřský list a poukázal na skutečnost, že anšlus je porušením vatikánsko-rakouského konkordátu. Kardinál Eugenio Pacelli, pozdější papež Pius XII., požádal Innitzera, aby o všem osobně podal zprávu do Vatikánu. Jakmile se Pacelli setkal s Innitzerem, dal mu najevo, že byl výrokem pobouřen. Oba kardinálové se dohodli, že Innitzer změní své původní prohlášení, což také udělal.
V dubnu téhož roku, na počest Hitlerových narozenin, vtrhlo několik nacistů, převážně příslušníků Hitlerjugend, do Innitzerova kardinálského sídla. Ačkoli Innitzer úpěnlivě prosil, aby nic neničili, bylo kardinálovo sídlo z velké části vypleněno.

### Druhá světová válka a smrt
Během druhé světové války byl Innitzer kritický vůči antisemitské a rasistické politice nacistů proti vídeňským židům, a také proti Romům.
Theodor Innitzer zemřel roku 1955 ve věku 79 let ve Vídni.

## Cena kardinála Innitzera
Arcidiecéze vídeňská každoročně uděluje Cenu kardinála Innitzera vědcům a učencům v oborech " životní dílo", "duchovní věda", "přírodní věda" a "publicistika".